# K5리그 강원
K5리그 강원(K5 League Gangwon)은 K5리그의 강원 권역 대회이다. 강원 권역 최하위는 K6리그 강원으로 강등되며 우승팀은 K5리그 챔피언십에 진출한다.

## 역사
2015년 12월 대한축구협회는 새로운 아마추어리그를 출범한다고 밝혔다.
2019년 디비전5리그로 창립할 계획이었으나 KFA는 통일성 및 연계성을 추구하고자, 2019년에 기존 디비전6리그와 디비전7리그가 각각 K6리그, K7리그로 개칭하여, 이에 맞추어 디비전5리그도 K5리그로 개칭하였다.

## 역대 우승팀
| 시즌 | 우승팀  | 준우승팀     |
| ---- | ------- | ------------ |
| 2019 | 하늘 FC | 주문진축구단 |
| 2020 | 하늘 FC | 영월 FC      |
| 2021 | 파란 FC | 관동축구단   |
| 2022 | 막장 FC | 파란 FC      |

## K5리그 챔피언십 성적
| 시즌 | 출전팀  | 결과          |
| ---- | ------- | ------------- |
| 2019 | 하늘 FC | 조별리그      |
| 2020 | 하늘 FC | 10강 토너먼트 |